# Castel di Tora

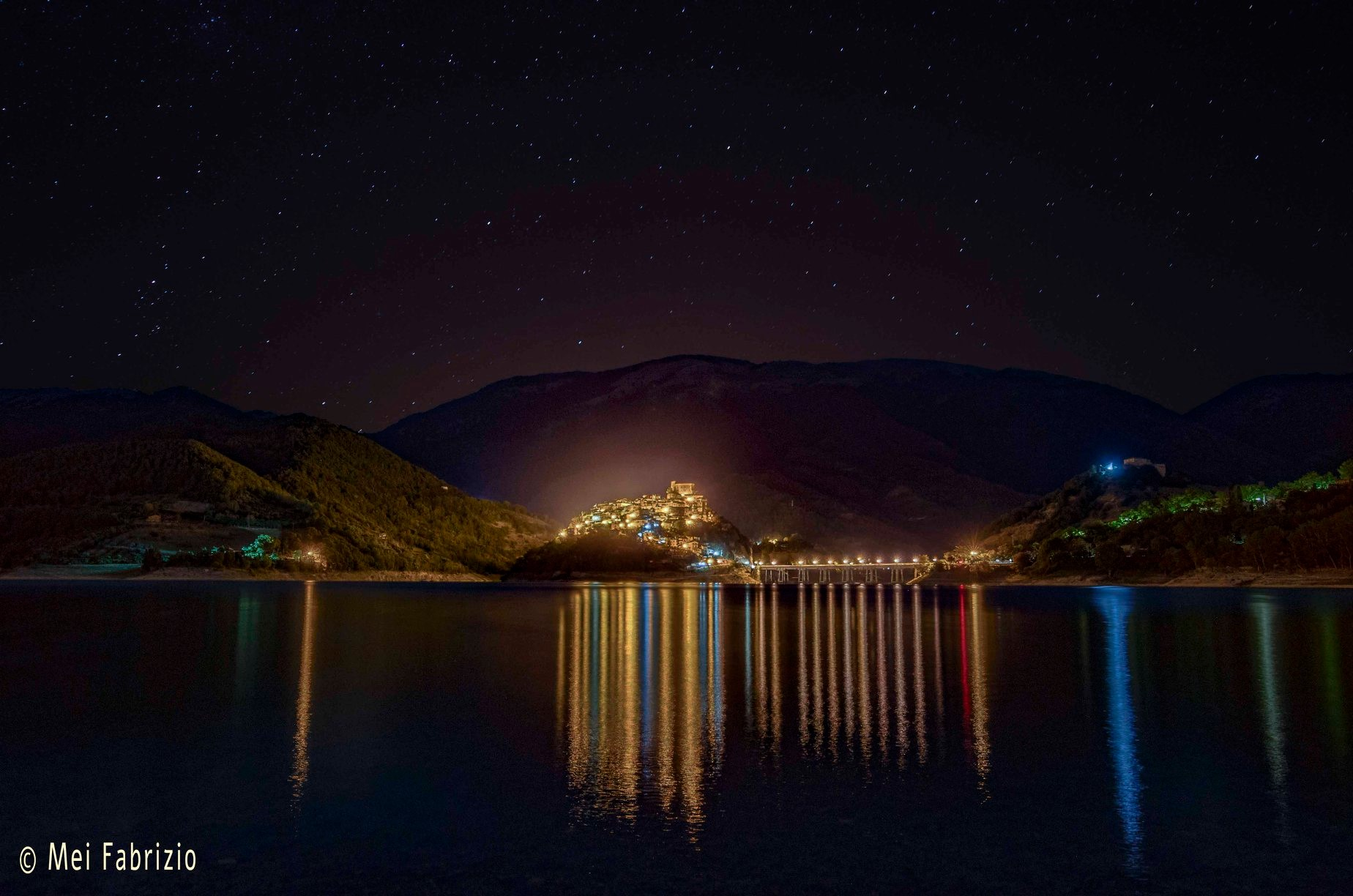
Castel di Tora da Colle di Tora

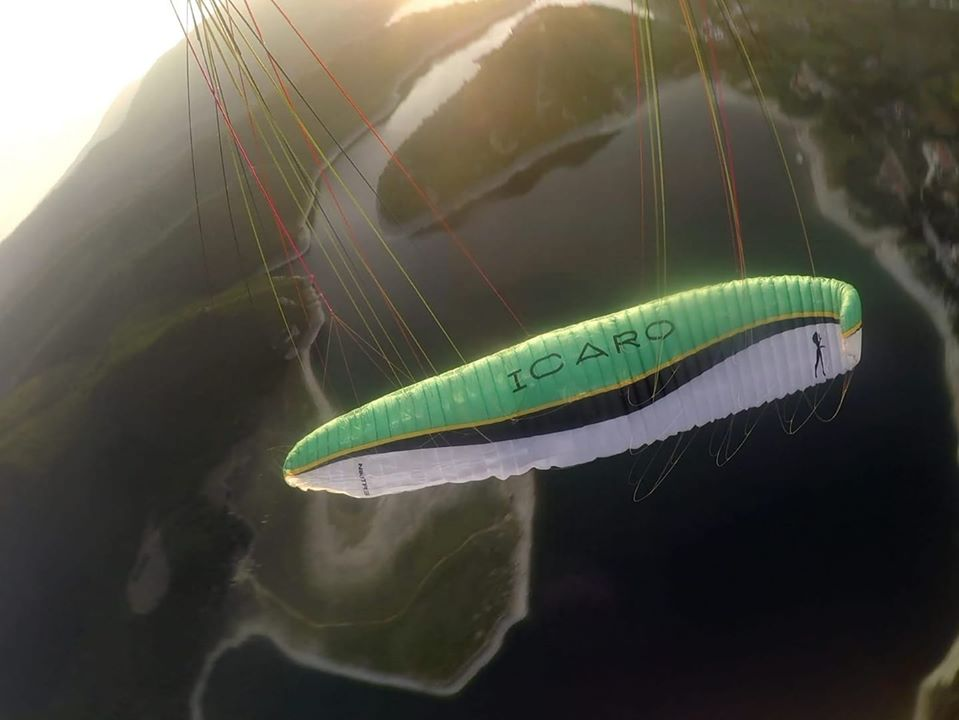
Castel Di Tora vista dal parapendio acrobatico

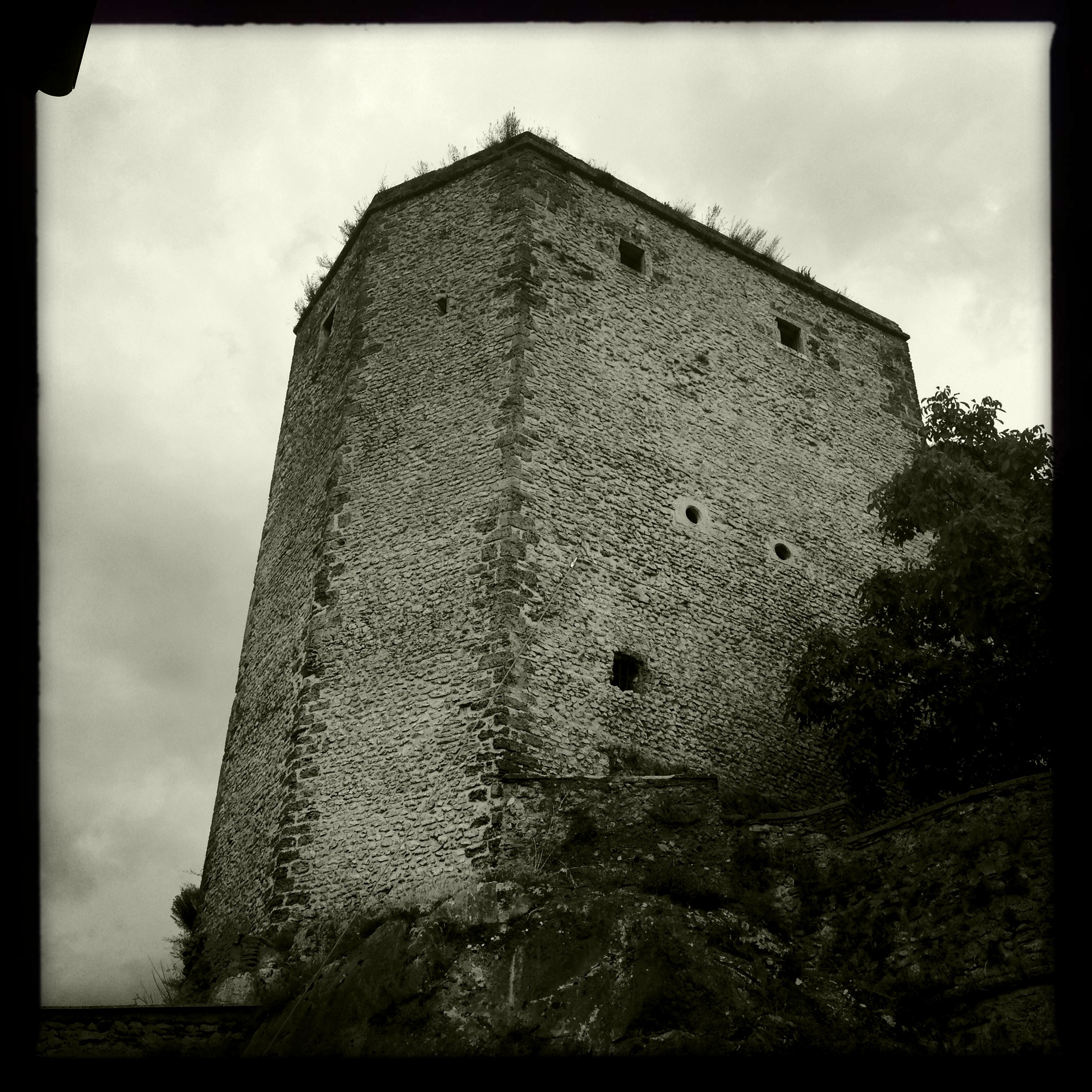
Il mastio pentagonale

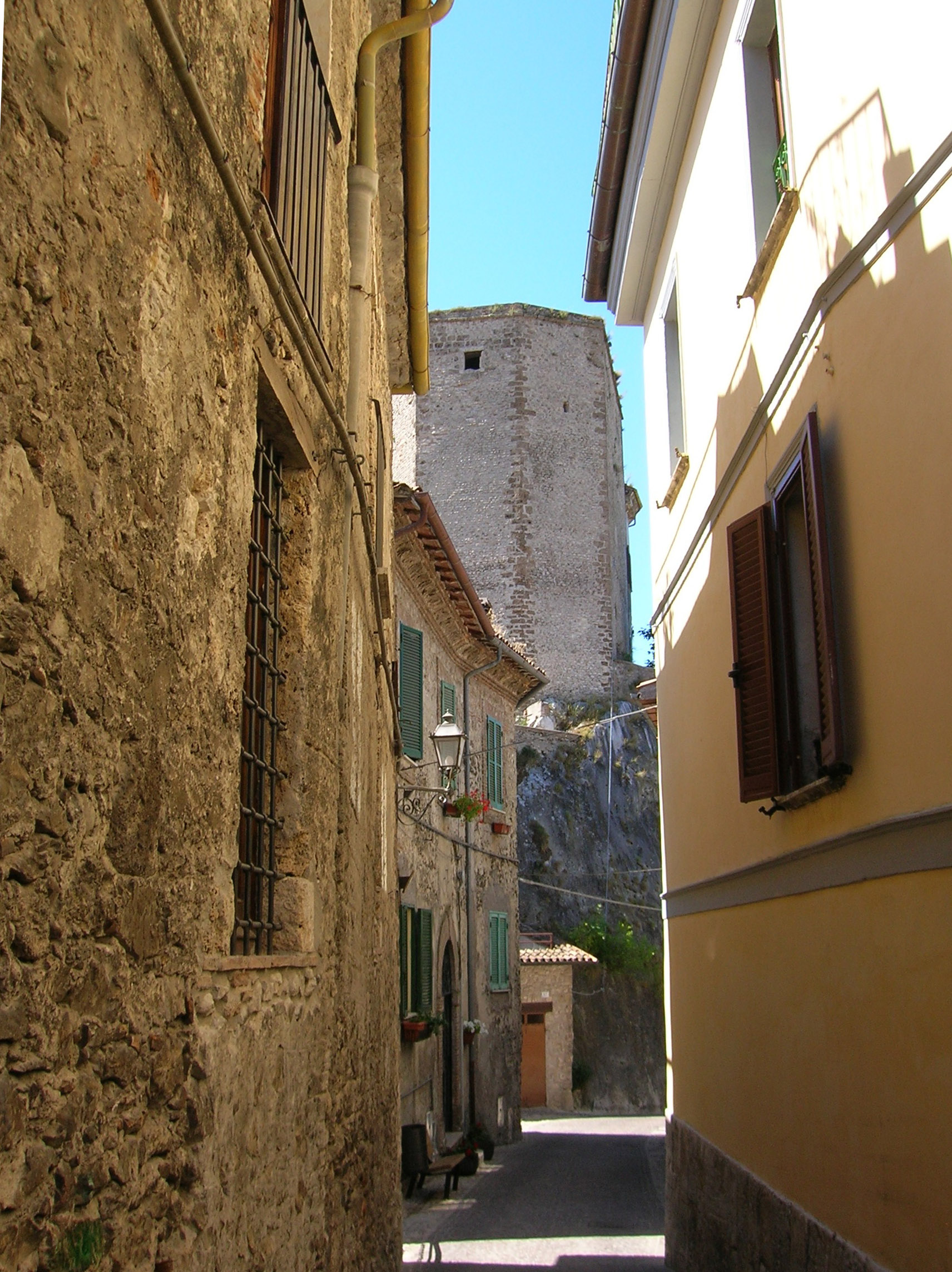
Un vicolo di Castel di Tora

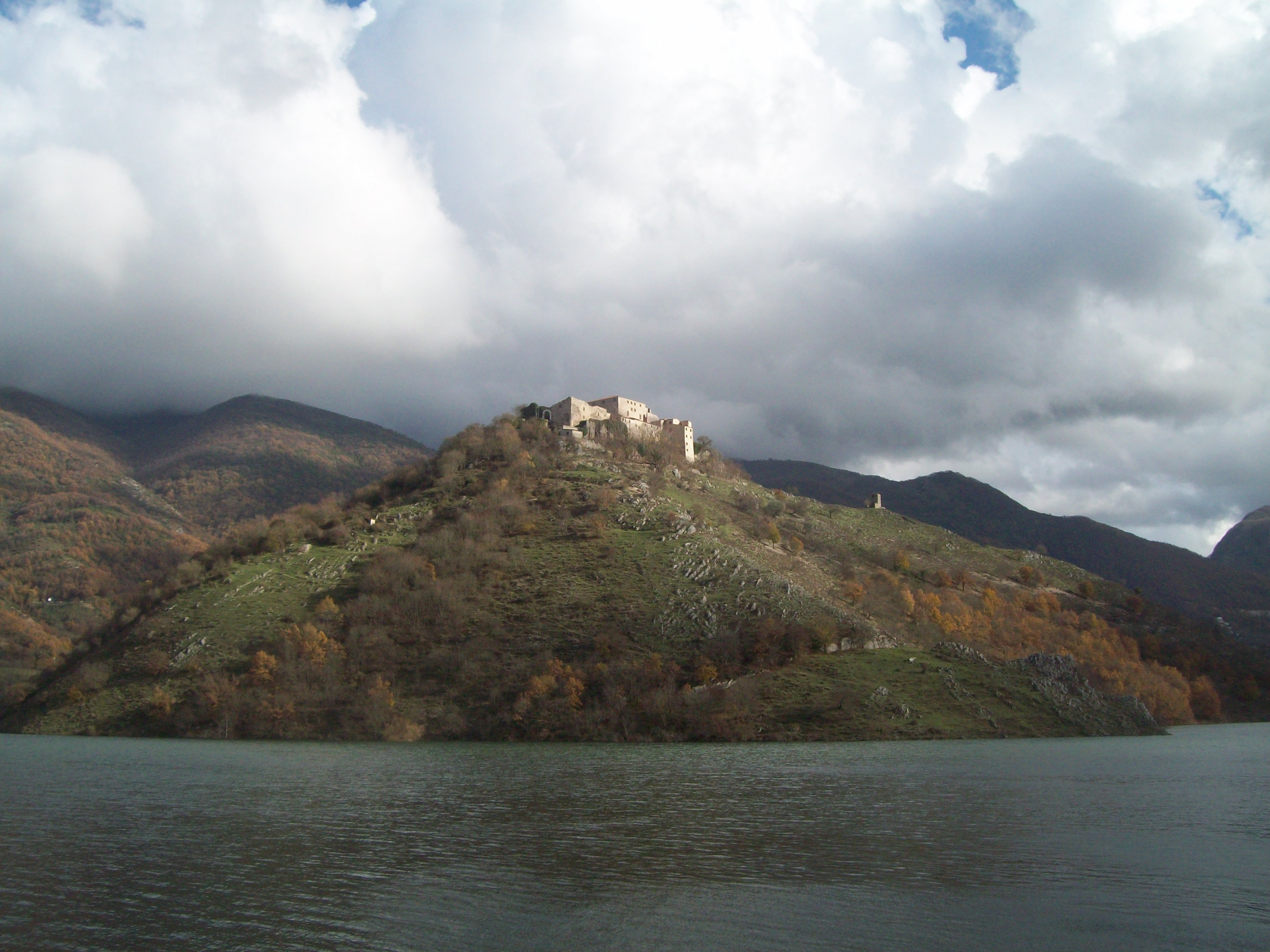
Borgo di Monte Antuni

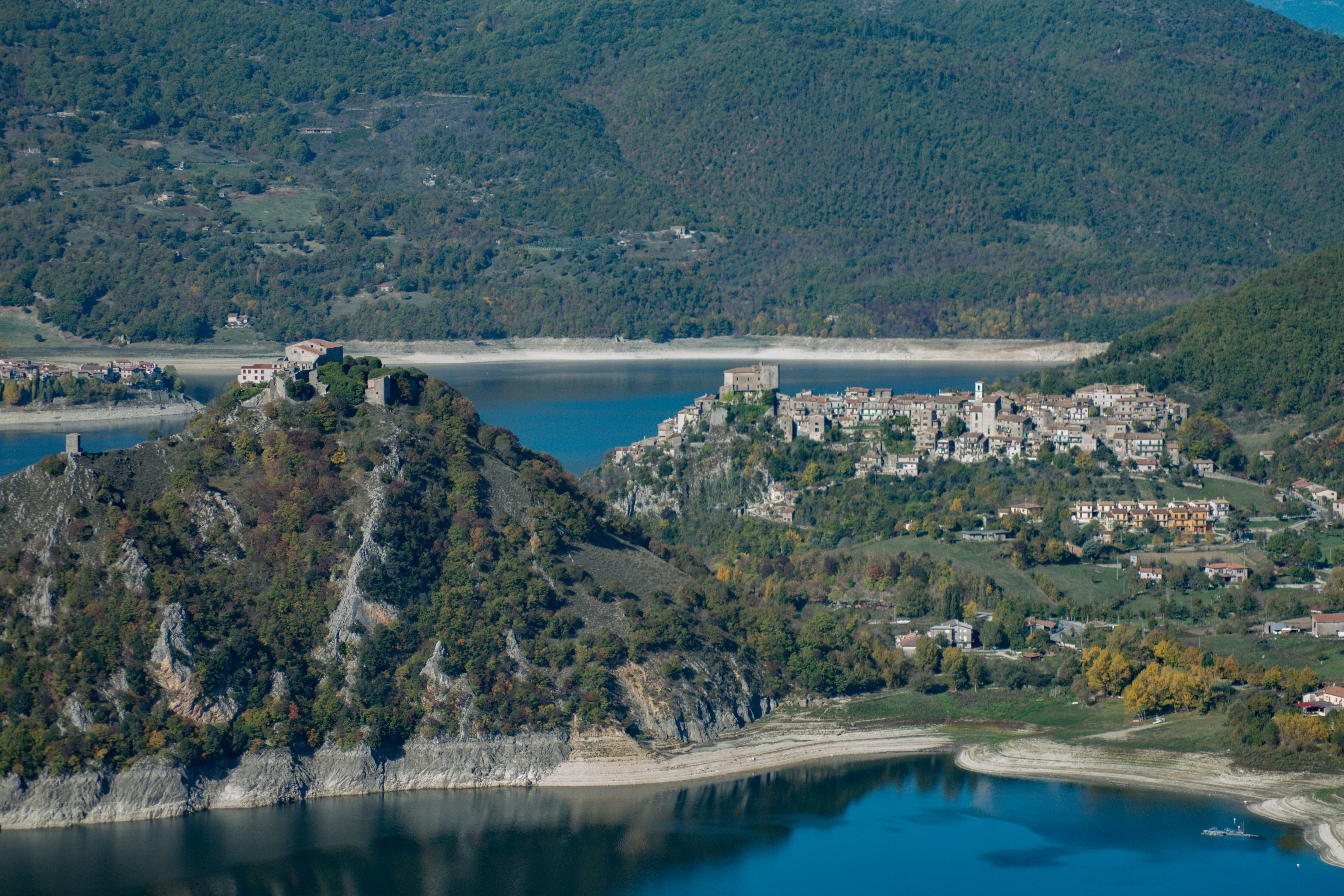
Castel di Tora e il borgo di Monte Antuni in una veduta dal Monte Navegna

Castel di Tora è un comune italiano di 276 abitanti della provincia di Rieti nel Lazio, posto nella valle del Turano. Si specchia dalla sponda nord-orientale nel lago del Turano, di origine artificiale. È parte del club dei borghi più belli d'Italia.

## Geografia fisica

### Territorio
Il paese si trova sulle sponde del lago del Turano, nella Riserva naturale dei Monti Navegna e Cervia.

### Clima
Classificazione climatica: zona E, 2469 GR/G

## Storia
La prima testimonianza storica di questo borgo risale al 1035, quando in alcune cronache si parla di un Castrum Vetus de Ophiano, e fino al 1864 infatti il paese aveva come denominazione Castelvecchio. Il nome attuale si volle riallacciarlo ad un antico insediamento romano denominato Tora, in cui nel 251 d.C. avvenne il martirio di Santa Anatolia, avvenuto però nell'omonimo abitato contemporaneo. Recente è la scoperta di una necropoli di età imperiale (200 d.C. circa) proprio nei pressi del paese.

## Monumenti e luoghi d'interesse

### Architetture religiose
- Santuario di Sant'Anatolia, su un'altra collina nei pressi del borgo
- Chiesa parrocchiale di San Giovanni Evangelista
- Eremo di San Salvatore (XIV secolo)

### Architetture civili
- Fontana del Tritone (1898)

### Architetture militari
- Del Castello, costruito intorno all'anno Mille, si conserva solo la torre pentagonale, un tempo mastio della fortificazione.

### Altro
- Borgo medievale di Monte Antuni e palazzo dei principi Del Drago (X-XVII secolo)

### Siti archeologici
- Ruderi medievali di Cornito (visibili solo quando scende il livello del lago)
- Necropoli romana di età imperiale

### Aree naturali
- Riserva naturale Monte Navegna e Monte Cervia;

## Società

### Evoluzione demografica
Abitanti censiti

### Tradizioni e folclore
- Seconda domenica di Luglio: Festa Patronale di Santa Anatolia

- 5 gennaio: canto della Pasquarella

## Economia
Di seguito la tabella storica elaborata dall'Istat a tema Unità locali, intesa come numero di imprese attive, ed addetti, intesi come numero addetti delle unità locali delle imprese attive (valori medi annui).
|                | 2015                  |                              |                            |                |                       |                     | 2014                  |                | 2013                  |                |
| -------------- | --------------------- | ---------------------------- | -------------------------- | -------------- | --------------------- | ------------------- | --------------------- | -------------- | --------------------- | -------------- |
|                | Numero imprese attive | % Provinciale Imprese attive | % Regionale Imprese attive | Numero addetti | % Provinciale Addetti | % Regionale Addetti | Numero imprese attive | Numero addetti | Numero imprese attive | Numero addetti |
| Castel di Tora | 31                    | 0,32%                        | 0,01%                      | 43             | 0,19%                 | 0,003%              | 33                    | 49             | 31                    | 44             |
| Rieti          | 9.765                 |                              | 2,14%                      | 22.908         |                       | 1,49%               | 10.044                | 23.834         | 10.407                | 25.272         |
| Lazio          | 455.591               |                              |                            | 1.539.359      |                       |                     | 457.686               | 1.510.459      | 464.094               | 1.525.471      |

Nel 2015 le 31 imprese operanti nel territorio comunale, che rappresentavano lo 0,32% del totale provinciale (9.765 imprese attive), hanno occupato 43 addetti, lo 0,19% del dato provinciale (22.908 addetti); in media, ogni impresa nel 2015 ha occupato una persona (1,39).

## Amministrazione
Nel 1923 passa dalla provincia di Perugia in Umbria, alla provincia di Roma nel Lazio, e nel 1927, a seguito del riordino delle circoscrizioni provinciali stabilito dal regio decreto n. 1 del 2 gennaio 1927, per volontà del governo fascista, quando venne istituita la provincia di Rieti, Castel di Tora passa a quella di Rieti.
| Periodo | Periodo   | Primo Cittadino       | Partito                                 | Carica  | Note       |
| ------- | --------- | --------------------- | --------------------------------------- | ------- | ---------- |
| 1995    | 1999      | Giovanni Vespaziani   | lista civica                            | Sindaco |            |
| 1999    | 2004      | Giovanni Vespaziani   | lista civica                            | Sindaco |            |
| 2004    | 2009      | Giovanni Orsini       | lista civica                            | Sindaco |            |
| 2009    | 2014      | Giovanni Orsini       | lista civica                            | Sindaco |            |
| 2014    | 2019      | Cesarina D'Alessandro | lista civica Insieme per Ricominciare   | Sindaco |            |
| 2019    | 2024      | Cesarina D'Alessandro | lista civica Insieme per Castel di Tora | Sindaco | 2º mandato |
| 2024    | in carica | Cesarina D'Alessandro | Insieme per Castel di Tora              | Sindaco | 3º mandato |

### Altre informazioni amministrative
- Fa parte della Comunità montana del Turano

### Gemellaggi
- Oingt